# Флаг Юрьевецкого района
Флаг Ю́рьевецкого района является, наряду с гербом, основным символом Юрьевецкого муниципального района Ивановской области Российской Федерации.

## Описание
Флаг утверждён 19 июля 2007 года решением Совета депутатов Юрьевецкого муниципального района № 198, утвердившим следующее описание флага:

Красное прямоугольное (соотношение ширины к длине 2:3) полотнище с синим волнообразным поясом в нижней части на котором в центре помещена белая проездная башня, а по обе стороны от неё — белая крепостная стена с зубцами.

30 апреля 2008 года, рассмотрев замечания Геральдического совета при Президенте Российской Федерации от 06.11.2007 № 1864 по описанию флага Юрьевецкого муниципального района, решением Совета депутатов Юрьевецкого муниципального района № 277 в описание флага были внесены изменения:

Флаг Юрьевецкого муниципального района представляет прямоугольное полотнище с отношением ширины к длине 2:3, воспроизводящее композицию герба Юрьевецкого муниципального образования в красном, синем, зелёном и жёлтом цветах.

## Обоснование символики
В основу флага положен герб Юрьевецкого муниципального района, разработанный на основе исторического герба города Юрьевца, созданного основателем российской геральдики графом Франциско Санти и утверждённый в 1779 году Екатериной II.
Флаг представляет собой прямоугольное полотнище красного цвета, в центре которого изображена белая проездная башня крепости с открытыми воротами, к которой добавлена белая крепостная стена с зубцами.
Внизу синяя волнистая полоса символизирующая реку Волгу.
Белый цвет (серебро) — символ чистоты, мудрости, благородства, мира.
Синий цвет (лазурь) — символ целомудрия, честности, верности и безупречности.
Красный цвет — символ мужества, решимости, справедливой борьбы, храбрости.
Зелёный цвет — символ надежды, изобилия, свободы.
Жёлтый цвет (золото) — символ высшей ценности, величия, прочности, силы, великодушия.